# Othon (empereur romain)
Pour les articles homonymes, voir Othon.
Othon — ou Marcus Salvius Otho — (latin : Imperator Marcus Otho Cæsar Augustus), né en 32 et mort à Bedriacum le 16 avril 69, est un empereur romain qui régna de janvier à avril 69. Il est l'un des trois empereurs qui se succédèrent rapidement à la tête de l'Empire en 68-69 avant que Vespasien ne parvienne au pouvoir et n'impose la nouvelle dynastie des Flaviens.

## Biographie
La vie d'Othon est connue par les biographies de Suétone et de Plutarque, complétées par les annales de Tacite et celles de Dion Cassius.

### Famille et origine
Ses ancêtres étaient originaires du bourg de Ferentium. Né en 32 apr. J.-C. à Ferentium en Étrurie,, Marcus Salvius Otho est issu d'une famille de notables de la gens Saluia. Sa famille a depuis longtemps des liens étroits avec la Domus Augusta, la famille impériale. Son grand-père qui a été sénateur jouissait des bonnes grâces de Livie. Son père, Lucius Othon, est proconsul d'Afrique sous Tibère, et est élevé au rang de patricien par l'empereur Claude. Il s'est attiré l'amitié de ce dernier en dénonçant une tentative d'assassinat organisée par un chevalier romain. Son frère aîné, Lucius Salvius Otho Titianus, fut consul en 52.

### Carrière
Selon Suétone, Othon était un personnage assez peu recommandable et disposé à tout pour parvenir à ses fins. Il séduisit ainsi une vieille courtisane dans le seul but d'entrer en contact avec Néron dont il devient l'un des favoris et partage les frasques de jeunesse. Les auteurs soulignent sa coquetterie comme efféminée et lui prêtent une complicité homosexuelle avec l'empereur ou avec ses mignons.
Il est coopté parmi les Frères Arvales en 55.[réf. nécessaire]
Suétone prétend que, mis au courant de l'intention de Néron d'assassiner sa mère Agrippine, il lui aurait prêté une assistance concrète en organisant un repas le soir du meurtre pour donner le change.
Il tombe cependant en disgrâce en refusant de restituer Poppée qu'il avait épousée pour plaire à Néron, mais dont il tomba réellement amoureux. En conséquence, il est envoyé comme gouverneur en Lusitanie, poste habituellement occupé par un ancien préteur alors qu'il n'est qu'ancien questeur. Selon Suétone, il y officie « avec une modération et un désintéressement exceptionnels ». Ce séjour forcé de dix ans doit l'assagir, car les auteurs anciens ne rapportent plus aucun scandale à son propos pour cette période, ni durant son bref règne.

### Usurpation et règne

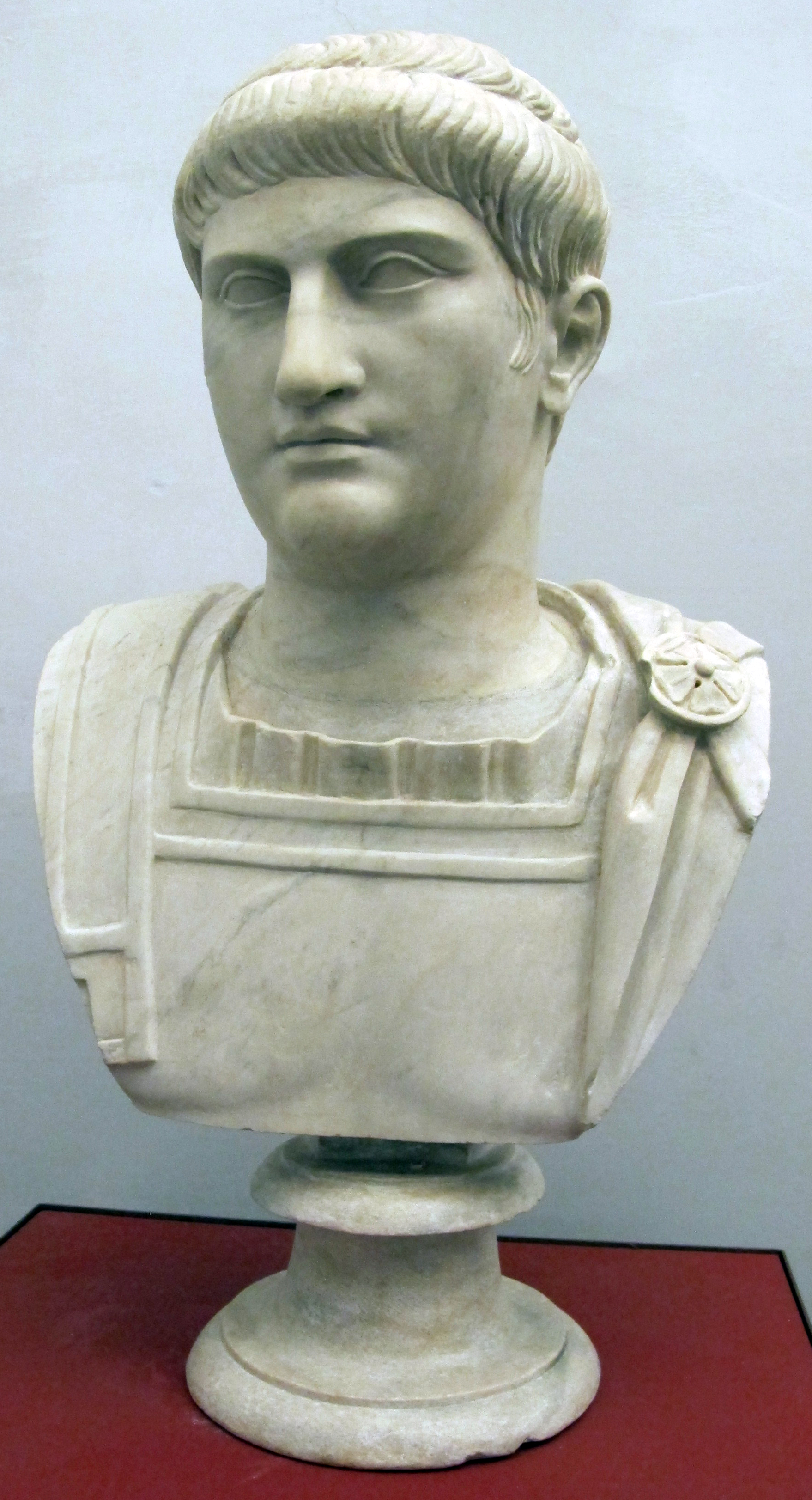
Buste d'Othon, Palais Medici-Riccardi, Florence.

Il devient un politicien respectable et, apprenant les événements qui accompagnent les derniers mois du règne de Néron et cherchant à se venger, Othon prend le parti de Galba en avril 68 afin de renverser l'empereur. En raison de l'âge de Galba, il espère lui succéder, mais quand ce dernier adopte Pison en janvier 69, il voit s'écrouler ses rêves d'accession au pouvoir suprême. Criblé de dettes, il n'a d'autre solution que de se débarrasser par le meurtre du nouvel empereur et de Pison, avec l'aide de prétoriens qu'il soudoie. La conjuration est passablement improvisée, mais elle réussit : Galba est tué en plein forum le 15 janvier 69. Othon se présente aussitôt au Sénat.
Il se veut le continuateur de Néron, et venge ce dernier en obligeant au suicide le préfet du prétoire Tigellin, qui avait trahi et abandonné l'empereur. Il poursuit la construction de la Domus aurea, avant que Vespasien, Titus et Trajan ne la réaménagent en espaces publics et la délaissent. Il continue la politique de Claude d'extension aux provinciaux du droit de cité, et l'accorde aux Lingons. Il entretient également des relations avec Sporus, favori de Néron.
Si Othon est reconnu par les armées du Danube, d'Orient et d'Afrique, l'armée du Rhin est en état de rébellion depuis le 1er janvier 69. Son chef Vitellius se fait proclamer Imperator en Germanie inférieure. Il reçoit le soutien des légions de Belgique, d'Espagne, de Bretagne et de Rhétie. Othon répugne à la guerre civile. Aussi, avec l'accord du Sénat, il envoie une délégation prévenir le gouverneur de Germanie qu'il a été acclamé. Il lui propose également d'épouser une de ses filles et de l'associer au pouvoir afin de maintenir la concorde. Mais Vitellius, porté par les légions les plus valeureuses, marche sur l'Italie.
Le 14 mars, Othon quitte Rome pour affronter Vitellius sans attendre le renfort de l'armée du Danube. Les auteurs antiques Suétone, Tacite et Plutarque insistent sur les présages défavorables survenus lors de sa sortie de Rome : inondation catastrophique du Tibre, impiété marquée par l'inachèvement des cérémonies en l'honneur de Mars et de Cybèle et prodiges (prodigium (es)) multiples et inquiétants, autant de signaux négatifs dont Othon ne tient pas compte. Après deux petites victoires dans le nord de l'Italie, Othon est vaincu le 14 avril à Bedriacum près de Vérone. Le 16 avril, après trois mois de règne, il se donne la mort avec une dignité qui surprend Suétone. Tous les auteurs classiques, Suétone, Tacite, Dion Cassius rendent hommage au courage et au désintéressement d'Othon.

## Noms et titres

### Noms successifs
- 32, naît MARCVS•SALVIVS•OTHO
- 69, accède à l'Empire : IMPERATOR•MARCVS•OTHO•CÆSAR•AVGVSTVS

### Titres et magistratures
- Consul en 69

### Titulature à sa mort
Lors de son suicide en 69 la titulature de Othon était :
IMPERATOR•MARCVS•OTHO•CÆSAR•AVGVSTVS, TRIBVNICIÆ•POTESTATE•I, IMPERATOR•I, CONSVL•I